# Chironomus claggi
Chironomus claggi är en tvåvingeart som beskrevs av Tokunaga 1964. Chironomus claggi ingår i släktet Chironomus och familjen fjädermyggor. Inga underarter finns listade i Catalogue of Life.